# 大和郡山市立治道小学校
大和郡山市立治道小学校（やまとこおりやましりつ はるみちしょうがっこう）は、奈良県大和郡山市横田町にある公立小学校。通称は治小（はるしょう）。

## 沿革
- 1901年（明治34年）6月25日 - 治道尋常小学校として開校[2]。
- 1904年（明治37年） - 高等科を開設し、「治道尋常高等小学校[2]」に改称[3]。
- 1935年（昭和10年）4月 - 治道村立農業青年学校を併設[4]。
- 1941年（昭和16年）4月1日 - 国民学校令施行により、「治道国民学校[2]」に改称[5]。
- 1947年（昭和22年）4月1日 - 学制改革により、「治道小学校[2]」に改称[6]。
- 1979年（昭和54年） - 新校舎を落成[1]。

## 学区
- 石川町
- 櫟枝町
- 伊豆七条町
- 白土町
- 新庄町
- 中城町
- 発志院町
- 横田町
- 番条町（一部）

出典：

## 進学先の中学校
- 大和郡山市立郡山東中学校[7]

## 交通アクセス

### 鉄道
- JR桜井線 - 櫟本駅から徒歩約24分（1.9km）

### バス
- 大和郡山市コミュニティバス「治道公民館」停留所から徒歩約2分（約123m）

## 周辺
- 大和郡山市立治道認定こども園
- 治道地区公民館